# 康塞普西翁大学竞技俱乐部
康塞普西翁大学竞技俱乐部（Club Deportivo Universidad de Concepción）是智利一支职业足球俱乐部。球队坐落在康塞普西翁市。 俱乐部成立于1994年8月8日，现在属于智利足球甲B級聯賽的球队。球队的主体育场是康塞普西翁市政体育场，有大约35,000个座位。

## 球队荣誉
- 智利丙级联赛冠军: 1997年

## 知名球员
- Silvio Fernández Dos Santos
- 约格·瓦尔蒂维亚
- 卡梅洛·维加